# Ría

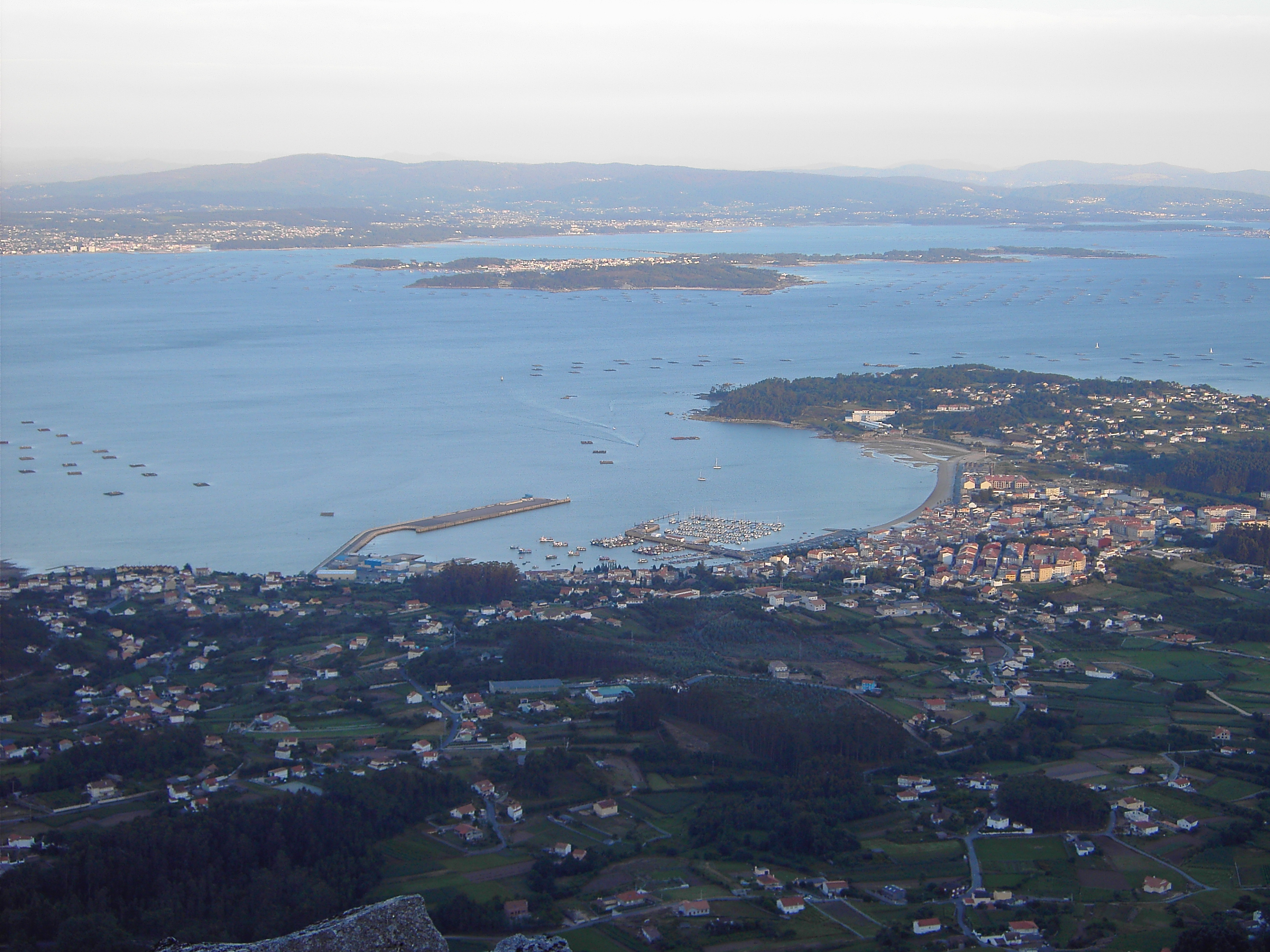
La ría de Arosa, la mayor de las rías españolas.

Una ría es un accidente geomorfológico que constituye una de las formas que puede tomar un valle fluvial en torno a la desembocadura de un río, cuando un valle costero queda sumergido bajo el mar por la elevación del nivel de agua. Es un brazo de mar que se interna en la costa y que está sometido a la acción de las mareas.
A diferencia de un fiordo, que es profundo y de escarpadas laderas ya que fue erosionado por un glaciar (se habla de profundización glaciar porque un glaciar es capaz de excavar por debajo del nivel del mar), una ría es un valle no glaciar en la desembocadura de un río que ha sido inundado por la elevación del nivel del mar. Los geógrafos utilizan preferentemente la palabra «ría», aunque en ciertos lugares se usan otros términos (en Francia y Gales: aber).
En México, particularmente en la península de Yucatán, a las rías, por lo general entradas de mar que confluyen con masas de agua dulce provenientes de los mantos freáticos que afloran en la costa, también se les denomina esteros.

## Rías de España y Portugal
En España son conocidas las Rías Bajas y las Rías Altas en Galicia, aunque también se puede encontrar este tipo de desembocaduras en Asturias, Cantabria, Huelva y País Vasco. En Portugal existen dos casos, la ría de Aveiro y la ría Formosa.

### Rías Bajas de Galicia
Las rías que se localizan en la parte baja (oeste) del litoral gallego son:
- Ría de Vigo
- Ría de Pontevedra
- Ría de Arosa
- Ría de Muros y Noya
- Ría de Corcubión
- Ría de Aldán

### Rías Altas de Galicia

Localización de las rías Altas y sus cuencas hidrográficas

Las rías de la parte alta (norte) del litoral gallego son las siguientes:
- Ría del Burgo o ría de La Coruña
- Ría de Cedeira
- Ría de Corme y Laxe
- Ría de Foz
- Ría de Ortigueira y Ladrido o simplemente ría de Ortigueira
- Ría de Ribadeo
- Ría de Viveiro
- Ría de Betanzos
- Ría de Ares o ría de Pontedeume
- Ría de Camariñas
- Ría de Ferrol
- Ría del Barquero

### Rías de Asturias
- Ría de Avilés
- Ría de Ribadeo
- Ría de Navia
- Ría de San Esteban de Pravia
- Ría de Villaviciosa
- Ría de Ribadesella
- Ría de Llanes
- Ría de Tina Mayor

### Rías de Cantabria

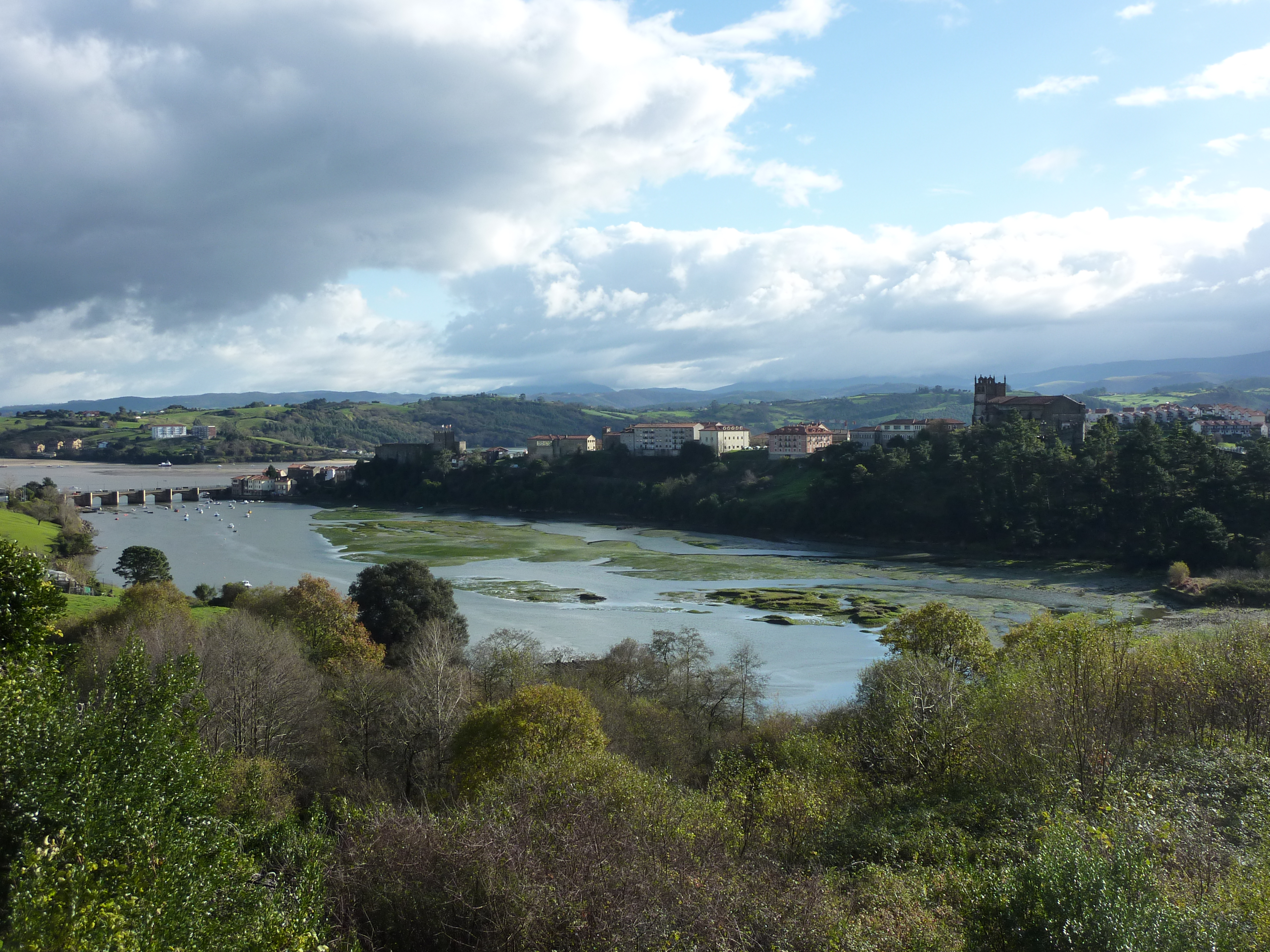
Ría de San Vicente de la Barquera

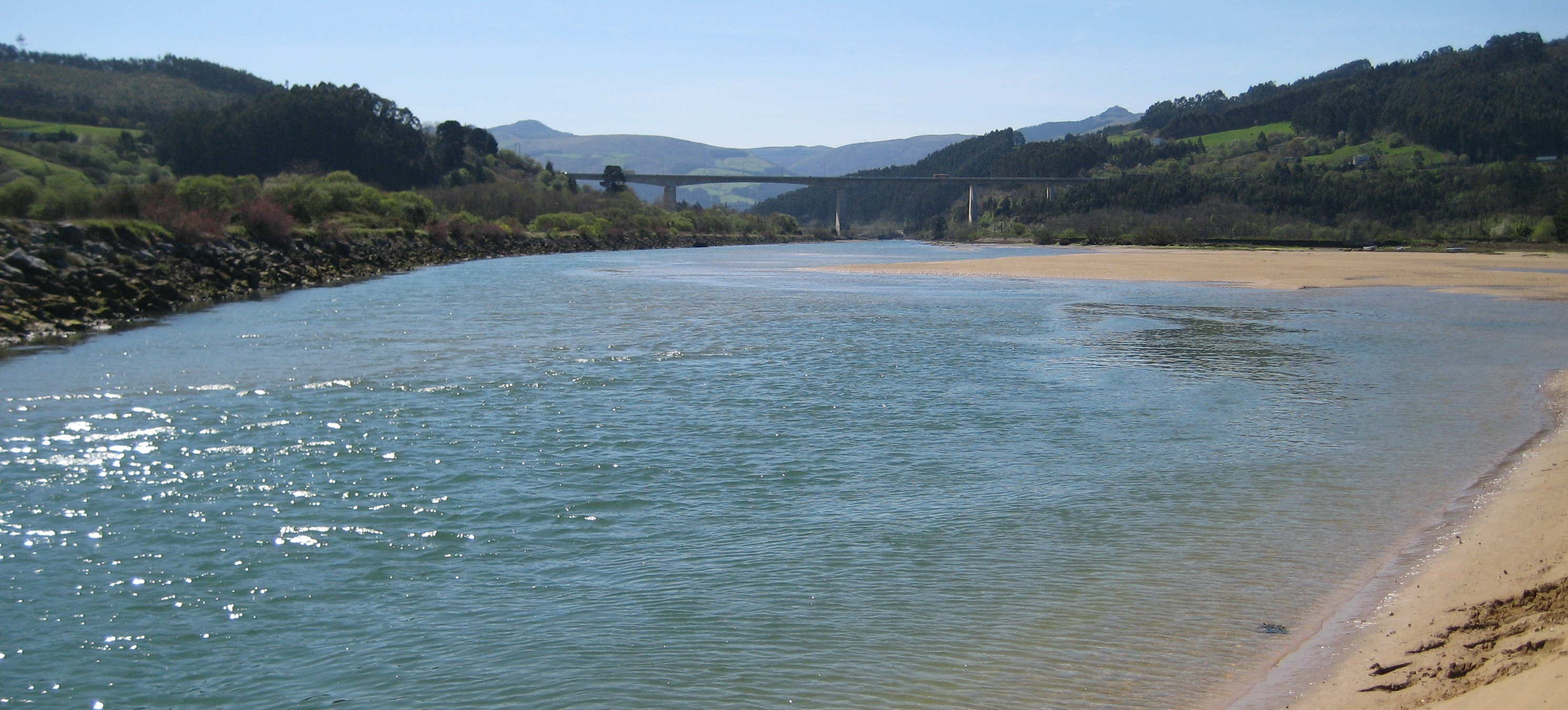
Ría de Oriñón

- Ría de Tina Mayor
- Ría de Tina Menor
- Ría de San Vicente
- Ría de la Rabia
- Ría de San Martín de la Arena
- Ría de Mogro
- Ría de Solía
- Ría del Carmen
- Ría de Boo
- Ría de Tijero
- Ría de Cubas
- Ría de Ajo
- Ría de Cabo Quejo
- Ría de Treto
- Ría de Oriñón

### Rías del País Vasco
- Ría del Deba
- Ría de Urdaibai
- Ría del Oria
- Ría de Plencia
- Ría de Bilbao
- Ría del Barbadun

### Rías de Andalucía
En Andalucía hay tres rías, localizadas en la provincia de Huelva, una en Isla Cristina y la otra es la formada por la desembocadura común de los ríos Tinto y Odiel y en Cádiz la del Río San Pedro.
- Ría Carreras
- Ría de Huelva
- Río San Pedro

Otra ría es la adentración del mar en el río Guadalquivir, siendo el nivel de altura de las aguas igual desde la desembocadura en Sanlúcar de Barrameda  hasta Alcalá del Río. Está balizada y señalizada en todo su recorrido por ser el acceso al puerto de Sevilla.

## Rías de México
- Ría Lagartos, que está catalogada como Reserva de la Biosfera.
- Ría Celestún, también considerada Reserva de la Biosfera.

## Rías de Argentina
En la provincia de Buenos Aires:
- Ría de Bahía Blanca, donde está el puerto Ingeniero White.

- Ría de San Clemente, ubicada en la ribera sur de la Bahía de Samborombón en las aproximaciones de Punta Rasa

En la provincia de Santa Cruz. De norte a sur, las rías son:
- Río Deseado donde está ubicada la localidad de Puerto Deseado
- Río Santa Cruz, donde están ubicadas las localidades de Comandante Luis Piedrabuena, Puerto Santa Cruz y el puerto de Punta Quilla.
- Río Coig o Coyle, donde estaba ubicada al antigua localidad Puerto Coig.

Se le llama ría al estuario de río Gallegos, donde está ubicada la ciudad del mismo nombre capital de la provincia, aunque su clasificación de ría están aún por definirse.
Otros varios accidentes costeros argentinos son denominados erróneamente rías por los pobladores: el canal río Ajó que desemboca al sur de la bahía de Samborombón donde está el puerto de la localidad de General Lavalle; provincia de Buenos Aires, la bahía San Antonio, en la ciudad de San Antonio Oeste, provincia de Río Negro.

## Ría de Ecuador
- Río Guayas, en la Provincia del Guayas.

## Rías de Chile
- Río Pudeto, en la provincia de Chiloé
- Río Maullín, en la provincia de Llanquihue

## Rías de Brasil
- La bahía de Guaraqueçaba, frente a la ciudad de Paranaguá, estado de Paraná
- La desembocadura del río São João, frente a Guaratuba, estado de Santa Catarina
- La desembocadura del río Palmital, frente a Joinville, estado de Santa Catarina
- La laguna de Carapebus, estado de Río de Janeiro
- La laguna Maimbá, estado de Espirito Santo
- La bahía de Guarapari, estado de Espirito Santo
- La desembocadura del río Vitória, estado de Espirito Santo

## Rías de Costa Rica
- Golfo Dulce, Puntarenas

## En Oceanía

### Australia

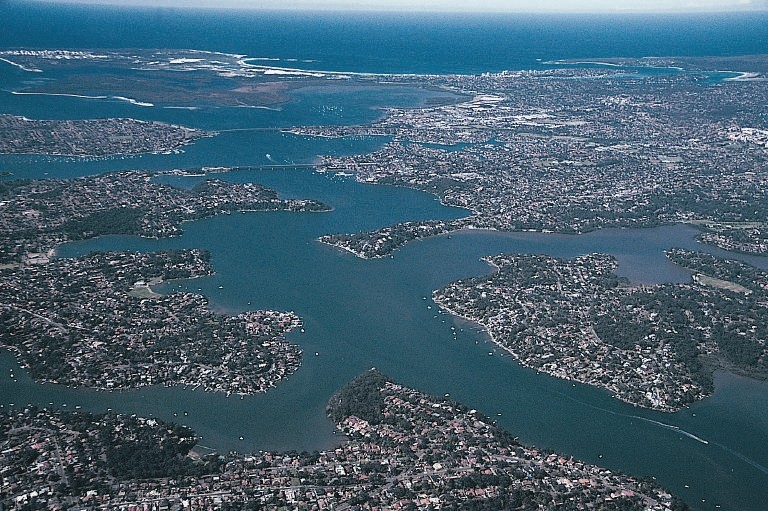
El río Georges, en el sur de los suburbios de Sídney (Australia) desemboca en el mar como una ría o gran estuario. La forma dendrítica que hace el valle de la ría hace suponer que un aumento del nivel del mar afecte a diversas poblaciones costeras.

Uno de los más conocidos en Australia en la región de Nueva Gales del Sur es la desembocadura del río Georges en la ciudad de Sídney. Las desembocaduras en los barrios sureños de Sídney provocan una especie de lagos (denominados en la región como The Lakes) y son uno de los lugares más frecuentados para la práctica de deportes acuáticos.
También puede considerarse la bahía de Sídney como un ejemplo de ría surgida a partir de la desembocadura del río Parramatta, la que a su vez se halla unida con otras rías como la de los ríos Lane Cove, Tarban o Middle Harbour. También la desembocadura del río Hacking cumple con la definición.

### Nueva Zelanda

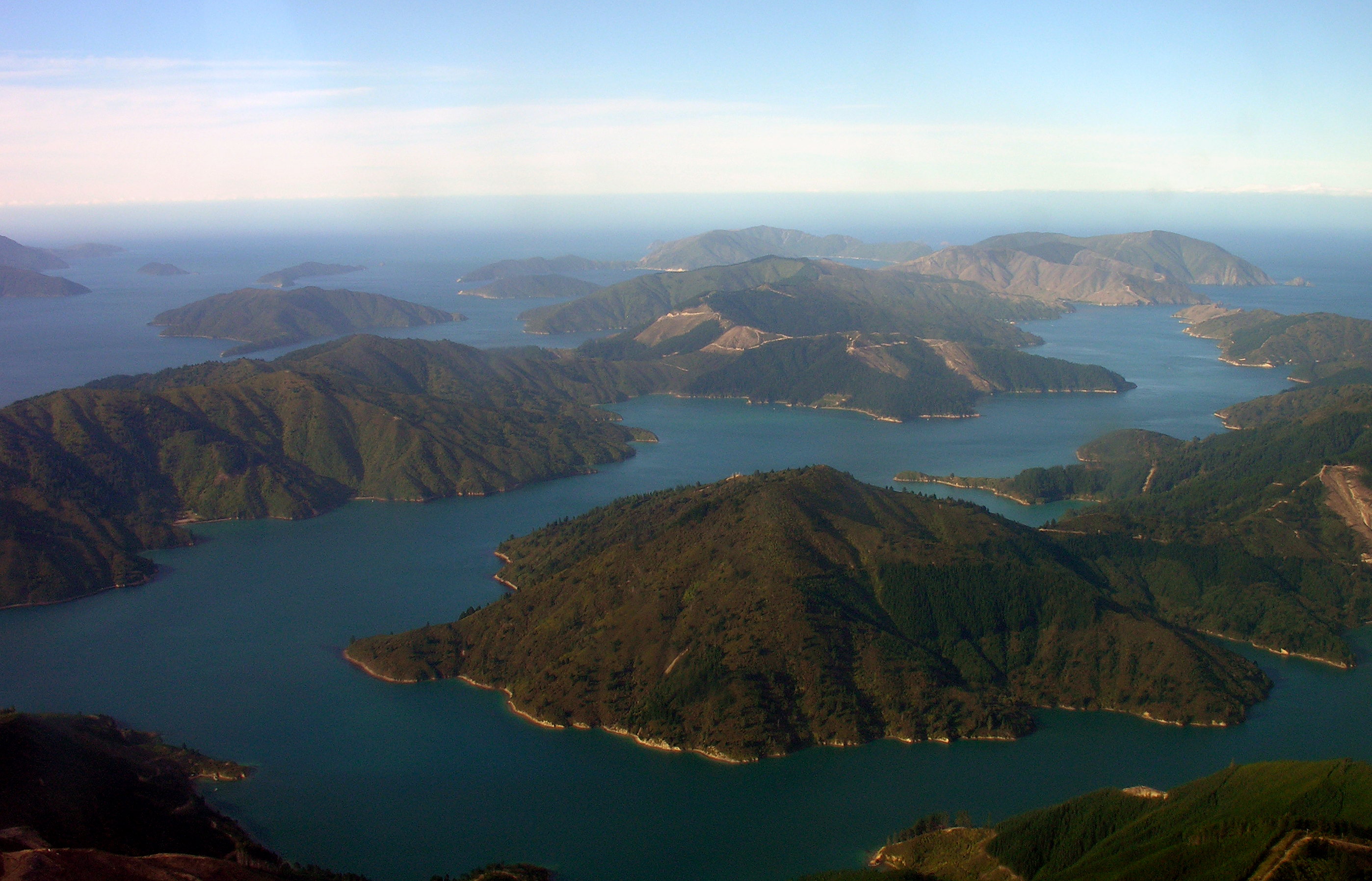
Ría de Marborough

- Ría o Ensenada de Marborough, en la Isla Sur.